# Base navale de Zuoying
La base navale de Zuoying (en chinois traditionnel : 海軍左營基地 ; pinyin : haijun Zuoyíng jidì) est une base de la Marine de la république de Chine située à Kaohsiung, dans le district de Zuoying. 

## Présentation

### Structure
Située dans le district de Zuoying de la municipalité de Kaohsiung, la base navale se trouve au nord du port civil.
Elle est la plus grande base navale taïwanaise.
La base ne présente que d'un seul point d'entrée-sortie ; la création d'un second point fait l'objet d'un projet gouvernemental avec une mise en service estimée vers l'horizon 2025.

### Organisation

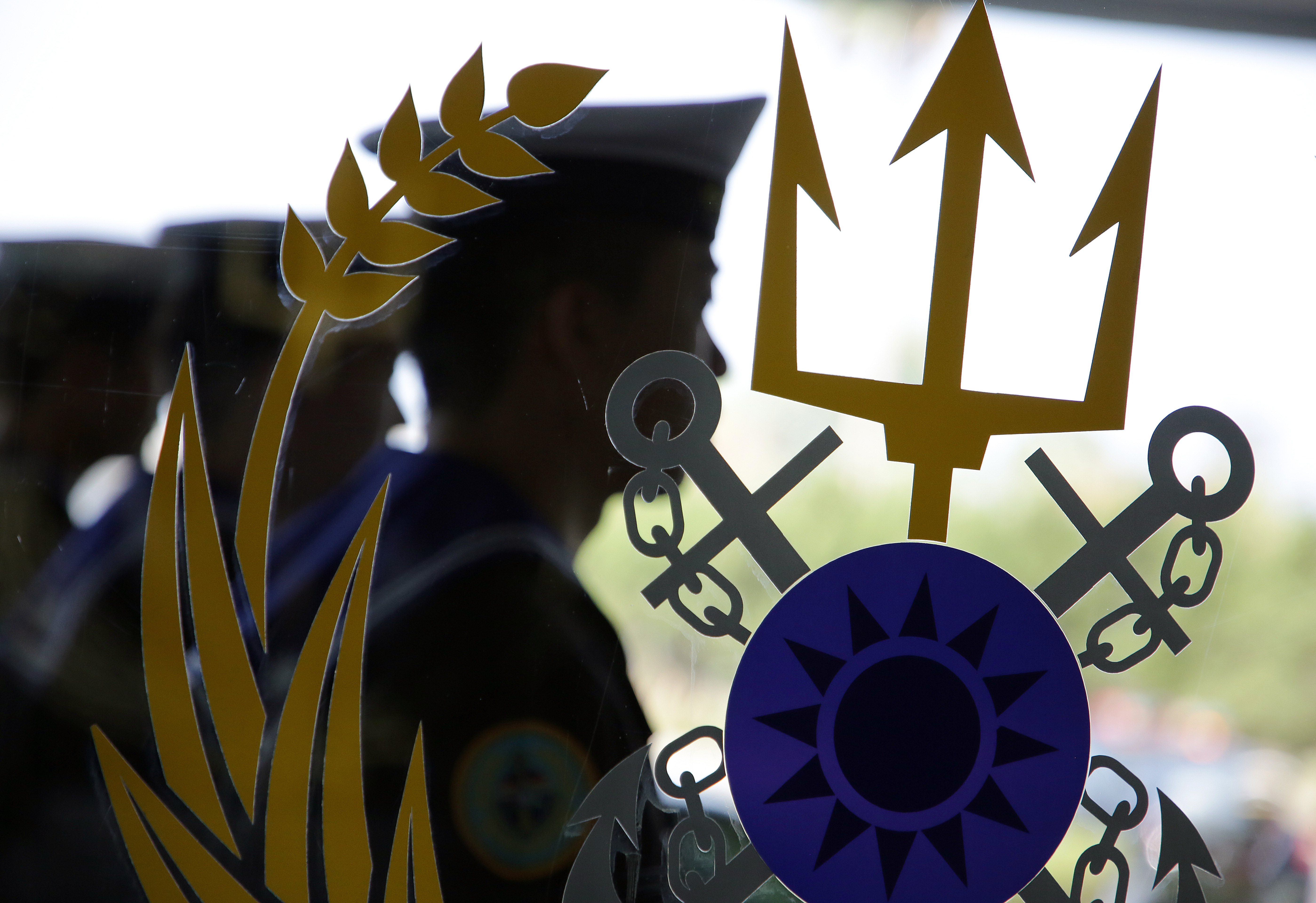
Locaux de la Naval Fleet Command.

La base navale abrite à partir de mai 1949 le quartier général de la Marine de la république de Chine, avant que cette dernière ne soit implantée à Taipei en 1955.
Le Commandement de la flotte navale (en anglais : Naval Fleet Command, en chinois traditionnel : 海軍艦隊指揮部) est implanté sur la base de Zuoying, coordonnant les différentes flottes réparties sur le territoire national entre Zuoying, Keelung, Magong et Su'ao.
Elle abrite également l'école du Corps des fusiliers marins (en anglais : Marine Corps, en chinois traditionnel : 中華民國海軍陸戰隊),, le Commandement de la logistique navale (Naval Logistics Command, 海軍後勤司令部), ainsi que le Commandement de l'éducation, de la formation et du développement de la doctrine (Education, Training and Doctrine Development Command, 教育訓練暨準則發展司令部).

## Flotte
Une majorité des frégates de la Marine est basée à Zuoying.